# Gnorimosphaeroma oregonensis
Gnorimosphaeroma oregonensis är en kräftdjursart som först beskrevs av James Dwight Dana 1853.  Gnorimosphaeroma oregonensis ingår i släktet Gnorimosphaeroma och familjen klotkräftor. Inga underarter finns listade i Catalogue of Life.

## Bildgalleri

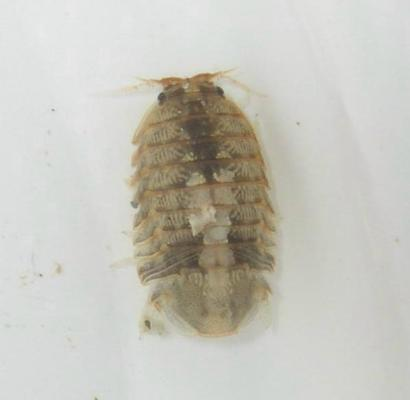